# فریولی
فریولی (به ایتالیایی: Friuli) ناحیه ای در شمال شرق ایتالیا است فرهنگ و تاریخ خاص و متفاوت خود را دارد. این منطقه در مجموعه ۶۰۰ هزار تن جمعیت دارد. فریولی شامل بخش‌های زیادی از منطقهٔ خودمختار فریولی ونتزیا جولیا است مانند استان‌های اودینه، پوردنونه و گوریتزیا به جز استان تریسته.

## زبان و نام
غیر از زبان فریولی زبان‌های دیگری همچون زبان ونتی، آلمانی و برخی زبان‌های اسلاوی جنوبی نیز در این منطقه صحبت می‌شود.
نام فریولی از نام شهری در روم باستان به نام فروم لولی، Forum Iulii (امروزه چیویداله دل فریولی) گرفته شده‌است.

## آب و هوا
آب و هوای فریولی در دشت‌ها مرطوب و مدیترانه ای است. دشت‌های این منطقه، محیط مناسبی برای کشت انگور برای شراب سفید است. ۲٫۵ درصد از شراب تولیدی در ایتالیا از این منطقه بدست می‌آید. تپه‌ها در فریولی اقلیم قاره‌ای و منطقهٔ کوهستانی، اقلیم آلپی دارد. در ساحل میانگین دما ۱۴ درجهٔ سانتیگراد است درحالی که در دشت‌های داخلی میانگین نزدیک به ۱۳ تا ۱۳٫۵ درجه است. در مناطق آلپی دمای هوا به ۴ درجه نیز می‌رسد.

## تاریخ
در دوران پیش از تاریخ، فریولی مرکز فرهنگ کاستلیری بود. این مردمان از سمت دریا به این منطقه آمده بودند و فرهنگ آنها از حدود ۱۵ قرن پیش از میلاد تا اوایل دوران پیش از تاریخ، فرهنگ چیره بر منطقه بود. در طول قرن چهارم پیش از میلاد کارنی‌ها (به زبان یونانی باستان: Καρνίοι) قبیله ای ناشناخته بودند که احتمالاً به زبان‌های سلتی صحبت می‌کردند، فناوری پیشرفتهٔ کار با آهن و نقره را به این منطقه معرفی کردند و در فریولی ساکن شدند.